# Colors (album de Beck)
Pour les articles homonymes, voir Colors.
Albums de Beck
Morning Phase
(2014)
Singles
1. Dreams
Sortie : 15 juin 2015
2. Wow
Sortie : 2 juin 2016
3. Dear Life
Sortie : 8 septembre 2017
4. Up All Night
Sortie : 18 septembre 2017
5. Colors
Sortie : 10 avril 2018

Colors est le treizième album studio par le musicien américain Beck, sorti le 13 octobre 2017 sur Capitol Records,,. L'album a été enregistré entre 2013 et 2017, avec Beck comme producteur aux côtés de Greg Kurstin. Le premier single de l'album, Dreams, est sorti en juin 2015. Trois singles supplémentaires (Wow, Dear Life en Italie et Up All Night aux États-Unis) ont paru entre juin 2016 et septembre 2017. La chanson titre de l'album est le dernier single, sorti en avril 2018. La chanson fait également partie de la bande sonore du jeu vidéo Forza Horizon 4.

## Contexte et enregistrement
Colors a été enregistré dans le studio de Greg Kurstin à Los Angeles, Beck et Kurstin jouant de quasiment tous les instruments eux-mêmes entre 2013 et 2017,. Beck décrit le processus d'enregistrement à la presse musicale NME en disant que « pendant la première année, nous expérimentions et il y avait beaucoup d'essai-erreur. J'étais constamment en tournée pendant qu'on le faisait, donc j'essayais d'amener un peu de cette énergie dans le studio, ce qui n'est pas toujours la chose la plus facile à faire. Dreams a été une des premières chansons à se concrétiser, et ça m'a fait penser que l'idée se tenait. »
À noter que le morceau Color est disponible gratuitement en multi-pistes, c'est-à-dire avec tous les instruments, voix, effets, etc. par tout possesseur du logiciel Logic Pro X via un Template. Ce titre utilise les effets intégré du logiciel et permet de comprendre comment il a été enregistrer et produit. Il y a environ une centaine de pistes.

## Sortie
Le 28 juillet 2017, Beck a donné un avant-goût du titre de son nouvel album en publiant une photo de la peinture Tips for Artists Who Want to Sell de John Baldessari sur son compte Instagram. Sa publication suivait une fuite accidentelle du titre et de la date de sortie par la page privée de pré-commande d'une boutique en ligne ayant été réglée en mode public,. Le 11 août 2017, Beck annonce officiellement que l'album s'intitulerait Colors et qu'il sortirait en octobre 2017. La première du vidéoclip pour Up All Night a eu lieu le 9 août 2017 au Arclight Cinemas d'Hollywood durant une conférence d'une journée pour Capitol Records, où il a été annoncé que la chanson sortirait dans un futur proche et qu'il s'agirait du troisième single officiel de Colors. Up All Night avait également fait une apparence dans le jeu vidéo FIFA 17 et a été utilisé dans une publicité pour les montres intelligentes de Fossil Group,,.

## Thèmes et influences
Q magazine décrit Seventh Heaven comme un «classique perdu du pop des années 80» et Dear Life comme un « luxuriant psychédélisme Beatles-esque augmenté d'appels à l'aide existentiels comme paroles ». Beck a dit à Q que «Dear Life est juste à propos de l'inévitable tourmente qui vient avec le fait d'être en vie. Comme, est-ce que quelqu'un pourrait me lancer une bouée de sauvetage ici?»The New York Times écrit que No Distraction possède «une portion énergique de guitare sur un tempo rock et une progression d'accords partiellement plagiée à The Police» et que Dear Life était un «tardif cri existentiel Beatles-esque avec un noyau d'étrangeté bienvenu à l'intérieur de sa coquille rétro ». Beck a discuté de No Distraction avec Q en disant que « Quiconque possède un téléphone ou un ordinateur vit avec les distractions qui les attirent d'un côté ou de l'autre. Nous n'avons pas encore trouvé comment avoir accès à tout le monde et toute chose à tout moment et comment ça nous affecte physiquement et neurologiquement. Du moins, je ne l'ai pas encore trouvé. Mon analogie aux amis est que je me sens comme si quelqu'un avait enlevé la porte d'entrée de ma maison, de façon permanente. ».
Dans une interview pour NME, Beck mentionne que « le reste de l'album est probablement ce qui existe dans la palette entre Dreams à un extrême et Wow à l'autre ». Dans une entrevue avec Rolling Stone, il a commenté davantage en disant que «ce sont des chansons complexes qui essaient toutes de faire deux ou trois choses à la fois. Ce n'est pas rétro et ce n'est pas moderne. Réussir à tout mettre ensemble pour que ça ne sonne pas comme un énorme gâchis a été tout un engagement.»

## Singles
Dreams est sorti le 15 juin 2015 en tant que single principal pour un futur album, plus tard annoncé comme étant Colors. Cette chanson optimiste est inspirée par MGMT et marque un contraste avec l'attitude sombre de l'album précédent de Beck, Morning Phase. Beck a dit à l'époque «j'essayais vraiment de faire quelque chose qui serait bon à jouer en live.». La chanson a été fortement représentée sur Beats 1, radio fleuron d'Apple Music, en étant jouée 65 fois en juillet 2015. Dreams a été classé parmi les meilleures chansons de 2015 dans la liste de fin d'année de Rolling Stone et de Billboard. La version radio du single n'a pas été incluse dans les versions physiques de l'album. Dreams a culminé au deuxième rang du classement des chansons alternatives de Billboard.
Wow (parfois stylisé WOW) est sorti le 2 juin 2016 en tant que deuxième single du nouvel album, confirmé à paraître le 21 octobre 2016. Cette date de sortie a plus tard été retardée et effacée du site de Beck sans aucune explication. Beck confie à KROQ que Wow «est directement sorti de ma tête. Je ne l'ai pas écrit. J'étais juste en train de plaisanter dans le studio. Je ne planifiais même pas de la publier. Je travaillais sur une autre chanson et j'ai pensé au riff, puis j'ai commencé à improviser.» Wow a été inclus dans le classement des 100 meilleures chansons pop de 2016 de Billboard.
Dear Life est sorti le 24 août 2017 pour coïncider avec le début de la prévente de l'album. En tant que troisième single international, la chanson a été envoyée au top 40 des stations radio d'Italie le 8 septembre 2017,.
Up All Night a été entendue pour la première fois à triple-A radio aux États-Unis le 18 septembre 2017 en tant que troisième single américain. Up All Night a atteint la première place du palmarès Billboard des chansons alternatives, devenant la troisième chanson de Beck à atteindre le sommet d'un classement et la première depuis E-Pro en 2005.
Un vidéoclip de Colors a été mis en ligne exclusivement sur Apple Music en mars 2018, avec comme invitée spéciale Alison Brie et comme réalisateur Edgar Wright.

## Accueil

### Accueil critique
L'album reçoit des critiques généralement positives à sa sortie et se mérite un classement de 72 sur 100 sur Metacritic.

### Performance commerciale
Colors a débuté au troisième rang du Billboard 200 avec 46 000 unités d'équivalence-album, desquelles 41 000 étaient des pures ventes d'albums. Il s'agit du sixième album top 10 aux États-Unis pour Beck.

## Liste des chansons
La liste des chansons est adaptée d'iTunes.
| No  | Titre               | Producteur(s)                | Durée |
| --- | ------------------- | ---------------------------- | ----- |
| 1.  | Colors              | - Greg Kurstin - Beck Hansen | 4:21  |
| 2.  | Seventh Heaven      | - Kurstin - Hansen           | 5:00  |
| 3.  | I'm So Free         | - Kurstin - Hansen           | 4:07  |
| 4.  | Dear Life           | - Kurstin - Hansen           | 3:44  |
| 5.  | No Distraction      | - Kurstin - Hansen           | 4:32  |
| 6.  | Dreams (Colors mix) | - Kurstin - Hansen           | 4:57  |
| 7.  | Wow                 | - Hansen - M.G.N.            | 3:40  |
| 8.  | Up All Night        | - Kurstin - Hansen           | 3:10  |
| 9.  | Square One          | - Kurstin - Hansen           | 2:55  |
| 10. | Fix Me              | Hansen                       | 3:13  |

| 11. | Dreams (single version) | - Kurstin - Hansen | 5:14 |